# Сикора, Михал
Михал Сикора (чеш. Michal Sýkora, родился 5 июля 1973 года в Пардубице) — чешский хоккеист, защитник, чемпион мира 1996 и 2000 года. Старший брат известного чешского хоккеиста, нападающего Петра Сикоры.

## Биография
Михал Сикора начал свою карьеру в клубе чехословацкой первой лиги «Пардубице». Проведя всего 2 матча за родной клуб, он перебрался за океан, где выступал на протяжении семи лет за клубы. Вернувшись в Европу, 2 года отыграл в пражской «Спарте». В 2000 году снова уехал играть в НХЛ, в команду «Филадельфия Флайерз». В 2001 году окончательно возвратился в Чехию, в «Пардубице». В начале сезона 2004/05 получил травму и принял решение завершить карьеру в возрасте 32 лет. После окончания игровой карьеры стал бизнесменом. Занимался недвижимостью, виноделием, сейчас руководитель компании, занимающейся драгоценными металлами и ювелирными изделиями.

## Достижения

### Командные
- Чемпион мира 1996 и 2000
- Чемпион Экстралиги 2000
- Чемпион Европы среди юниоров 1991
- Серебряный призёр Экстралиги 2003

### Личные
- Лучший снайпер плей-офф Экстралиги 2000 (5 шайб)
- Лучший снайпер (5 шайб) и бомбардир (8 очков) чемпионата мира 2000 среди защитников
- Вошёл в символическую сборную чемпионатов мира 1996 и 2000

## Статистика
- Чемпионат Чехии — 252 игры, 133 очка (54+79)
- Чемпионат Чехословакии — 2 игры
- Сборная Чехии — 69 игр, 23 очка (9+14)
- НХЛ — 274 игры, 70 очков (15+55)
- Евролига — 12 игр, 10 очков (6+4)
- Западная хоккейная лига — 142 игры, 123 очка (40+83)
- Международная хоккейная лига (ИХЛ) — 89 игр, 27 очков (6+21)
- Всего за карьеру — 840 игр, 386 очков (130 шайб + 256 передач)